# Изригване на Везувий през 79 г.
Изригването на вулкана Везувий през 79 г. е едно от най-катастрофалните и най-силните вулканични изригвания в историята на Европа. Историците са научили за това изригване от древноримския историк Плиний Млади, който го описва в няколко свои писма.
Везувий избълвал смъртоносен облак от вулканична пепел, газ и камъни на височина от 33 километра (21 мили), изтласквайки разтопена скала и пулверизирана пемза със скорост от 1,5 милиона тона в секунда. Енергията освободена при изригването е 100 000 пъти повече от тази освободена при експлозията на атомната бомба над Хирошима. Няколко римски селища сред които и градовете Помпей и Херкулан били заличени от пирокластични потоци и туфи (вид скала образувана от скални късове и втвърдена вулканична пепел) и погребани под няколко метра пепел и скални частици.
Броят на загиналите все още не е официално обявен. Останките на около 1500 души са били открити в Помпей и Херкулан, но не е известно дали те са малка или голяма част от истинския брой на загиналите.

## Събития преди изригването
Изригването на Везувий е предшествано от силно земетресение 17 години преди това на 5 февруари 62 г., което причинило големи разрушения в залива на Неапол и Помпей. Някои от пораженията от труса все още не били възстановени, когато вулканът избухнал. Все още не е известно дали това земетресение е свързано с изригването на Везувий или е самостоятелен трус.
Друго по-слабо земетресение се случва две години по-късно през 64 г. То е добре описано от римския историк Светоний. Той бил в Амфитеатър и описва как той се разрушил по време на труса.
В следващите години имало и други много по-слаби трусове. Писателят Плиний Млади ги описва като „Не особено тревожни, защото са чести в залива на Неапол“. Серия от малки земетресения се случила на 20 август 79 г. и ставали все по-чести в следващите 4 дни, но много от хората не ги възприели сериозно.

## Протичане на изригването
Изригването на Везувий траело 2 дена. Сутринта преди него се възприема като „Нормална“, по думите на Плиний Млади, който тогава бил в залива Мизенум. Тъй като той бил на 30 километра (19 мили) от вулкана било трудно да се забележат ранните признаци на изригването. Жителите на Помпей забелязали малки облаци от пара и пепел рано сутринта преди изригването, но все пак те не ги разтревожили. Около 13:00 на 24 август Везувий избухва по особено бурен начин изхвърляйки колона от пепел високо над кратера от която малко по-късно завалял дъжд от пепел и пемза на юг от вулкана.
- Картина от Карл Брюлов

Около 1:00 и рано сутринта на 25 август пирокластични потоци погребали градовете Помпей и Херкулан. Преди тях имало ярки и шумни експлозии над кратера и те били интерпретирани като „Пожари“. Пирокластичните потоци били бързодвижещи се и горещи. Те събаряли частично или напълно всяка структура по пътя си, изгаряли или задушавали всички хора в региона и дори променили ландшафта, включително и бреговата линия. Потоците причинили леки трусове и малко цунами в залива на Неапол. До вечерта изригването приключило оставяйки само облаци в небето през които Слънцето слабо се прокрадвало.

## Проучвания
Според няколко проучвания на пластовете пепел от Сигурдсон, Cashllodar и Спаркс публикувани през 1982 и последните изследвания изригването на Везувий имало две фази: Плинийско изригване, което продължило 18 – 20 часа и произвело дъжд от пемза на юг от конуса. Валежите от пепел били толкова интензивни, че на места били натрупали 2,8 метра вулканична пепел и пемза (по-специално в Помпей). Първата фаза (Плинийското изригване) било последвано от Пелейско изригване, което породило пирокластични потоци обхванали районите на запад-северозапад от вулкана. Два от тях погребали Помпей и изгаряли и задушавали всеки човек изпречил се на пътя им. Оплонтис и Херкулан също били пометени от потоците и погребани под фина пепел, пемза и пирокластити. Вероятно първоначалната експлозия произвела колона от пепел и пирокластити чиято височина варирала между 15 км и 30 км. Поради северозападни ветрове духащи от залива валежите от пепел и пемза обхванали южните и югоизточните райони около вулкана. Учените класифицират изригването като Водно-магмено, което означава, че главната енергия била произведена от парата, създадена от морската вода в залива, която се просмуква и с течение на времето влязла в контакт с магмата. В крайната фаза на изригването ерупционната колона започнала да се срутва образувайки пирокластични потоци, които достигнали Херкулан, но не и Помпей. Следващите експлозии възобновили колоната и тя се извисила на 33 километра. Изригванията преминава между Плинийско и Пелейско 6 пъти докато накрая ерупционната колона станала твърде тежка за да се поддържа във въздуха и се срутва грандиозно. Образувалите се пирокластични потоци унищожили Помпей и засегнали северните части на залива.
Все още не е изяснена точната сила на изригването, но се предполага, че е била между 5 и 6 степен по вулканичния експлозивен индекс, а обемът на изхвърления материал-ок. 3 – 4 куб. км.